# Ливера
Ливера̀ или Курджево (на гръцки: Λιβερά, до 1927 година Γκουρτζιόβα, Гурдзьова) е село в Гърция, в дем Кожани, област Западна Македония.

## География
Ливера е разположено на 450 m надморска височина, на 15 km северно от Кожани.

## История

### В Османската империя
В края на XIX век Курджево е турско село в Османската империя. В „Етнография на вилаетите Адрианопол, Монастир и Салоника“, издадена в Константинопол в 1878 година и отразяваща статистиката на населението от 1873 година, Куруджово (Kouroudjovo) е посочено като село в каза Джумали с 24 домакинства и 70 жители мюсюлмани. Според статистиката на Васил Кънчов („Македония. Етнография и статистика“) през 1900 година в Курджево, Кайлярска каза, има 350 турци.
Според статистика на Серфидженския санджак на гръцкото консулство в Еласона от 1904 година в Гридзьово (Γκρίτζιοβο), Кожанска каза, живеят 465 турци.

### В Гърция
През Балканската война в 1912 година в селото влизат гръцки части и след Междусъюзническата в 1913 година остава в Гърция. В 1913 година селото (Γκουρτζιόβα) има 723 жители. През 20-те години населението му се изселва в Турция и на негово място са настанени бежанци от Турция. В 1928 година селото е изцяло бежанско със 70 семейства и 291 жители бежанци.
През 1927 името на селото е сменено на Ливера.
Населението традиционно произвежда жито, тютюн, картофи и други земеделски продукти, като се занимава и със скотовъдство.
| Година    | 1913 | 1920 | 1928 | 1940 | 1951 | 1961 | 1971 | 1981 | 1991 | 2001 | 2011 | 2021 |
| --------- | ---- | ---- | ---- | ---- | ---- | ---- | ---- | ---- | ---- | ---- | ---- | ---- |
| Население | 723  | 780  | 295  | 356  | 199  | 203  | 147  | 69   | 112  | 110  | 29   | 19   |